# Nino Rota
Giovanni Rota Rinaldi (Milão, 3 de dezembro de 1911 — Roma, 10 de abril de 1979), mais conhecido como Nino Rota, foi um compositor italiano, célebre por suas composições executadas para cinema.
Ficou conhecido por ter composto a música dos filmes de Federico Fellini, Luchino Visconti, Francis Ford Coppola e Franco Zeffirelli.

## Biografia
Nascido em Milão em 1911, no seio de uma família de músicos, Nino Rota foi inicialmente estudante da Orefice e Pizzetti. Ainda em criança, mudou-se para Roma onde terminou os seus estudos no conservatório de Santa Cecília em 1929 com Alfredo Casella. Entretanto, tornou-se num 'enfant prodige', famoso tanto como compositor, quanto como maestro. A sua primeira actuação, 'L'infanzia de San Giovanni Battista', foi realizada em Milão e Paris no ano de 1923, e a sua comédia lírica, 'Il Principe Porcaro' foi composta em 1926.
De 1930 a 1932, Nino Rota viveu nos Estados Unidos da América. Ganhou uma bolsa de estudo no Curtis Institute of Philadelphia, onde frequentou as aulas de composição de Rosario Scalero e as aulas de orquestra dadas por Fritz Reiner.
Regressou à Itália onde se licenciou em literatura na Universidade de Milão. Em 1937, iniciou a sua carreira docente que o levou à direcção do conservatório de Bari, um título que manteve desde 1950 até a data do seu falecimento em 1979.

## Carreira
Após as suas composições 'juvenis', Nino Rota escreveu as seguintes óperas: 'Ariodante' (Parma, 1942), 'Torquemada' (1943), 'Il cappello di paglia di Firenze' (Palermo, 1955), 'I due timide' (RAI, 1950, Londres, 1953), 'La notte di un neurastenico' (Premio Italia, 1959, La Scala, 1960), 'Lo scoiattolo in gamba' (Veneza, 1959), 'Aladino e la lampada magica' (Nápoles, 1968), 'La visita meravigliosa' (Palermo, 1970), 'Napoli milionaria' (Spoleto Festival, 1977).
Escreveu também os seguintes ballets: 'La rappresentazione di Adamo ed Eva' (Perugia, 1957), 'La Strada' (La Scala, 1965), 'Aci e Galatea' (Roma, 1971), 'Le Molière Imaginaire' (Paris e Bruxelas, 1976) e 'Amor di poeta' (Bruxelas, 1978) para Maurice Bejart.
Para além destes, há uma quantidade infindável de trabalhos seus para orquestra, interpretados antes da Segunda Grande Guerra, que ainda hoje se fazem ouvir em todo mundo.

## Cinema
O seu trabalho no mundo do cinema data desde os anos 40. A filmografia inclui nomes de practicamente todos os realizadores notáveis da sua época, dos quais se eleva incontornavelmente o nome de Federico Fellini. Rota compôs para todos os filmes de Fellini, desde o 'The White Sheik' de 1952, até ao 'The Orchestra Rehearsal', de 1979. A lista dos outros realizadores inclui os nomes de Renato Castellani, Luchino Visconti, Franco Zeffirelli, Mario Monicelli, Francis Ford Coppola, King Vidor, René Clément, Edward Dmytryk e Eduardo de Filippo.
Também compôs a música de várias produções teatrais de Visconti, Zefirelli e de Filippo.

## Filmografia parcial
- 1953 – I vitelloni
- 1954 – La strada
- 1956 – War and Peace (1956)
- 1957 – Le notti bianche

Le notti di Cabiria
- 1960 – La dolce vita

Plein soleil
Rocco i suoi fratelli
Sotto dieci bandiere
- 1963 – 8½
- 1965 – Giulietta degli spiriti
- 1968 – Romeo and Juliet
- 1972 – The Godfather
- 1973 – Amarcord
- 1974 – The Godfather: Part II
- 1976 - Il Casanova di Federico Fellini